# Regimento Kraken

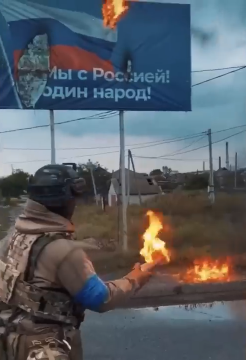
Um militar ucraniano do Regimento Kraken.

O Regimento Kraken (em ucraniano: Спецпідрозділ «Kraken», romanizado:  Spetspidrozdil «Kraken», em russo: Спецподразделение Kraken) é uma unidade militar voluntária ucraniana de reconhecimento e sabotagem, parte das unidades spetsnaz da Diretoria Principal de Inteligência da Ucrânia (HUR), formada em 24 de fevereiro de 2022, no mesmo dia da invasão russa da Ucrânia. Batizado com o nome da mítica criatura marinha, o regimento foi formado por veteranos do Regimento Azov e libertou com sucesso várias aldeias ocupadas durante os combates, tornando-se uma das unidades voluntárias de maior destaque na guerra. Como o Regimento Azov, Kraken também foi objeto de controvérsia sobre o recrutamento de militantes de extrema-direita; os combatentes da unidade rejeitam esta alegação como propaganda russa. Os comandantes da unidade reconheceram que pode haver ultradireitistas no regimento, mas disseram que essas pessoas eram uma minoria entre a composição “variada”. O regimento também é acusado de maltratar prisioneiros de guerra russos, o que o próprio regimento nega. Kraken não faz parte oficialmente das Forças Armadas da Ucrânia, mas está subordinado ao Ministério da Defesa.
O comandante do regimento, Konstantin Nemichev, é uma figura militar e política de Kharkov, muitos de seus apoiadores se juntaram ao destacamento.